# Gabriela Silang
María Josefa Gabriela Cariño de Silang, né le 19 mars 1731 et morte le 20 septembre 1763, est une leader révolutionnaire philippine, connue comme la première femme à diriger le mouvement d'Ilocano pour l'indépendance de l'Espagne. 
Elle a repris les rênes du mouvement révolutionnaire après l'assassinat de son mari Diego Silang en 1763, dirigeant le mouvement rebelle Ilocano pendant quatre mois, avant d'être capturée et exécutée par le gouvernement colonial des Indes orientales espagnoles.

## Biographie

### Jeunesse
Gabriela Silang est née à Barangay Caniogan (Santa, Ilocos Sur), d'un père espagnol, Ilocano, nommé Anselmo Cariño, commerçant qui transportait ses marchandises de Vigan à Abra le long de la rivière Abra et descendant d'Ignacio Cariño, premier Galicien d'Espagne à arriver en Candon (Ilocos Sur), à la fin du XVIIe siècle. Sa mère était une Tinguienne originaire d'un quartier tinguien de San Quintin (Abra, aujourd'hui Pidigan).
Elle a reçu une éducation chrétienne catholique du curé de la paroisse de la ville et a atteint le niveau élémentaire de l'école du couvent de la ville. Après avoir été séparée de ses parents au début de son enfance, elle a été élevée par un prêtre, qui a finalement arrangé un mariage entre elle et un riche homme d'affaires. Ils se sont mariés en 1751 et il est mort trois ans plus tard.

### Implication révolutionnaire

#### Relation avec Diego Silang
Veuve de son premier mari, Gabriela rencontre le futur chef des insurgés Diego Silang et l'a épousé en 1757. En 1762, ce qui sera plus tard connu sous le nom de guerre de Sept Ans, la Grande-Bretagne déclara la guerre à l'Espagne et s'empara de Manille, ce qui permit aux Britanniques d'occuper la ville. Après la prise de Manille, Diego lance une lutte armée pour renverser les fonctionnaires espagnols à Ilocos et les remplacer par des fonctionnaires nés dans le pays. Il s'associe aux Britanniques, qui le nomment gouverneur de la région d'Ilocos en leur nom. Au cours de cette révolte, Gabriela est devenue l'un des plus proches conseillères de Diego et son aide de camp officieuse lors d'altercations avec les troupes espagnoles. Elle était également une figure emblématique de la coopération de son mari avec les Britanniques. En réponse, les autorités espagnoles offrent une récompense pour l'assassinat de son mari Diego. C'est ainsi que ses deux anciens alliés Miguel Vicos et Pedro Becbec l'ont tué dans le Vigan le 28 mai 1763.

#### Leadership révolutionnaire à Abra
Après l'assassinat de Diego, Gabriela s'est enfuie à Tayum (Abra) pour chercher refuge dans la maison de son oncle paternel, Nicolas Cariño. Là, elle a nommé ses deux premiers généraux, Miguel Flores et Tagabuen Infiel. Plus tard, elle a assumé le rôle de son mari en tant que commandant des troupes rebelles et a obtenu le statut de « prêtresse » parmi sa communauté et ses partisans. Son image populaire de La Generala à cheval, brandissant un bolo, provient de cette période.

#### Assaut à Vigan et exécution
Le 10 septembre 1763, Gabriela Silang a tenté d'assiéger Vigan mais les Espagnols ont riposté, la forçant à se cacher. Elle s'est retirée une fois de plus à Abra, où les Espagnols l'ont plus tard capturée. Le 20 septembre 1763, Gabriela Silang et ses troupes sont exécutées par pendaison sur la place centrale de Vigan.

## Descendance
Une liste des parents les plus proches de Gabriela Cariño Silang par l'intermédiaire de son oncle paternel, Nicolas Cariño :
- H. E. Ambassador Rosario Cariño (retraité)
- Ambassador José Maria Ancheta Cariño
- Dion Cariño
- Rosarito A. Cariño
- Nehemiah Cariño
- Jan Philippe Cariño
- Felipe Cariño
- Sergio Cariño
- John Leonard Cariño
- Jose Angelo Cariño
- Therese M. Cariño
- Christine M. Cariño
- Gloman Merritt[4]
- Glozy Merritt
- Princess Mynn Hosea Merritt
- Materno Marcos ma. Guzman Carino
- Carlo Antonio Cariño Diy
- Rolando A. Cariño
- Donya Soccoro Cariño De Leon
- Elizabeth Cariño De Leon
- Hermoso Cariño De Leon Jr.
- Dr Noel Cariño De Leon
- Jocelyn Cariño De Leon
- Jasper De Leon De Jesus
- Jizyt De Leon De Jesus
- Jinkyl De Leon De Jesus
- Jixtryl De Leon De Jesus
- Eva Cariño
- Pheobe Gazmen-Cariño
- Adelaida Cariño
- Candonino Gazmen-Cariño
- Nestor Gazmen-Cariño
- Abraham Cariño-Gazmen
- Seny Fe Cariño-Gazmen Mangay-ayam
- Jessie Carino-Gazmen Cruz
- Agnès-Jocelyn Cariño-Arcelona Stupp
- Emmanuel Cariño-Arcelona
- Melvin Cariño-Arcelona
- Ann-Loretta Cariño-Arcelona Maxey
- Belen-Eloisa Cariño-Arcelona Stewart
- Dr Milenda Palafox Cariño-Arcelona

Certains des descendants de la famille Silang résident toujours dans la maison ancestrale du siège de la famille Cariño de Tayum. La maison, aujourd'hui musée et galerie d'art appelée Casa Museo Cariño, est entretenue par SE l'ambassadeur Rosario Cariño. Parmi les pièces exposées se trouve la chambre de Gabriela Cariño Silang alors qu'elle utilisait la maison de son oncle, Nicolas Cariño, comme quartier général lorsqu'elle a fui après le meurtre de Diego en 1763.

## Mémoriaux et héritage

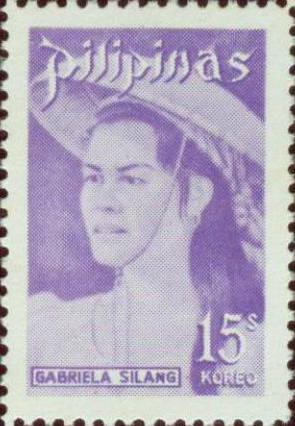
Gabriela Silang sur un timbre des Philippines de 1974.

- L'ordre de Gabriela Silang est la seule décoration nationale de troisième classe décernée par les Philippines et dont l'adhésion est réservée aux femmes.
- À la mémoire de Gabriela Silang, l'hôpital provincial d'Ilocos Sur porte son nom (hôpital général Gabriela Silang, aujourd'hui hôpital provincial d'Ilocos Sur - Gabriela Silang).
- L'organisation et la liste des partis GABRIELA (« Assemblée générale liant les femmes pour les réformes, l'intégrité, l'égalité, le leadership et l'action »), qui défend les droits et les problèmes des femmes, a été fondée en avril 1984 en son honneur.
- Une statue de Gabriela Silang à cheval a été installée par la famille Zóbel de Ayala au coin des avenues Ayala et Makati dans la ville de Makati, le centre financier du pays. Le monument en métal a été coulé par José M. Mendoza en 1971 et a été inauguré par les descendants de Gabriela Silang, Gloria Cariño et Mario Cariño Merritt[5].
- Un autre monument se dresse sur la place de la ville de Pidigan, Abra, en souvenir de l'héroïne, que la ville perçoit comme indigène[6].
- Le tunnel de bienvenue Tangadan à Abra a maintenant le parc commémoratif Gabriela Silang avec un monument à l'héroïne[pas clair].
- Le BRP Gabriela Silang (OPV-8301) porte son nom.
- L'astéroïde 7026 Gabrielasilang, découvert par Eleanor Helin à Palomar en 1993, est nommé en son honneur. La citation officielle a été publiée par le Minor Planet Center le 8 novembre 2019 ( M.P.C. 118218 ).

## Dans la culture populaire
- Gabriela Silang a été interprétée par Tanya Gomez dans la série télévisée Bayani (1996) d'ABS-CBN dans deux épisodes, Gabriela Silang: Ang Alap et Diego Silang: Ang Sulat.
- Gabriela Silang a été interprétée par Kris Bernal dans la série dramatique historique 2013 de GMA Network Indio et par Glaiza de Castro dans l'anthologie de romance télévisée GMA News TV Wagas.